# Crossocerus distinguendus
Crossocerus distinguendus är en stekelart som först beskrevs av Ferdinand Morawitz 1866.
Crossocerus distinguendus ingår i släktet Crossocerus och familjen Crabronidae. Arten är reproducerande i Sverige.